# Surtainville
Surtainville ist eine französische Gemeinde mit 1.169 Einwohnern (Stand: 1. Januar 2022) im Département Manche in der Region Normandie. Die Gemeinde gehört zum Arrondissement Cherbourg und zum Kanton Les Pieux.

## Lage
Surtainville liegt etwa 32 Kilometer südwestlich von Cherbourg an der Atlantikküste auf der westlichen Seite der Halbinsel Cotentin. Umgeben wird Surtainville von den Nachbargemeinden Le Rozel im Norden, Pierreville im Norden und Nordosten, Bricquebec-en-Cotentin im Osten, Sénoville im Süden und Südosten sowie Baubigny im Süden.

## Bevölkerungsentwicklung
| Jahr                       | 1962 | 1968 | 1975 | 1982 | 1990 | 1999 | 2006 | 2018 |
| Einwohner                  | 1019 | 948  | 827  | 775  | 977  | 1072 | 1167 | 1166 |
| Quellen: Cassini und INSEE |      |      |      |      |      |      |      |      |

## Sehenswürdigkeiten
- Kirche Saint-Pierre aus dem 12. Jahrhundert
- Kapellenruine Sainte-Ergoueffe, seit 1993 Monument historique
- Herrenhaus von Le Guinfard
- Herrenhaus von Le Quesnay aus dem 13. Jahrhundert
- Herrenhaus von La Pigacherie aus dem 15. Jahrhundert

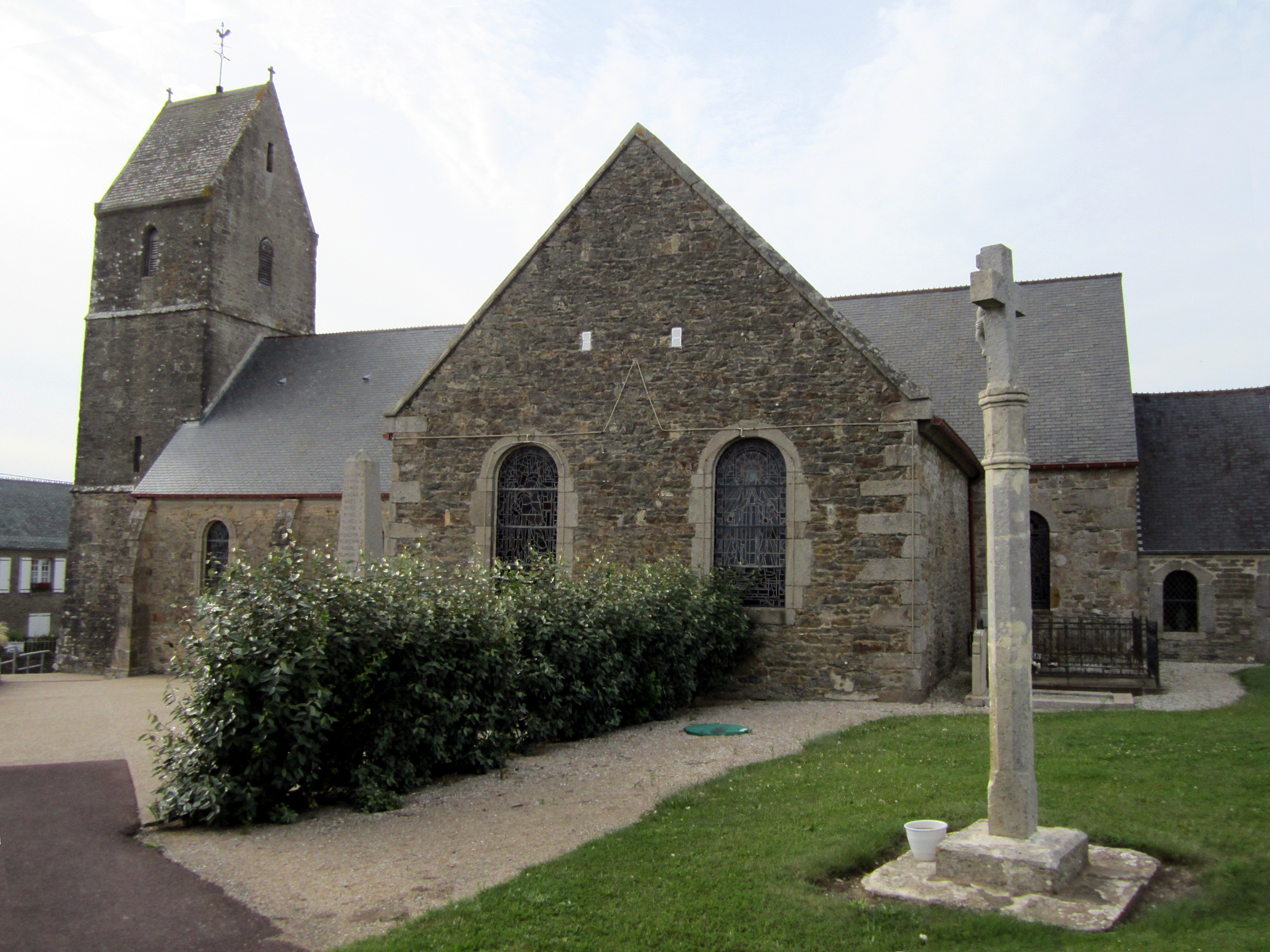
Kirche Saint-Pierre´
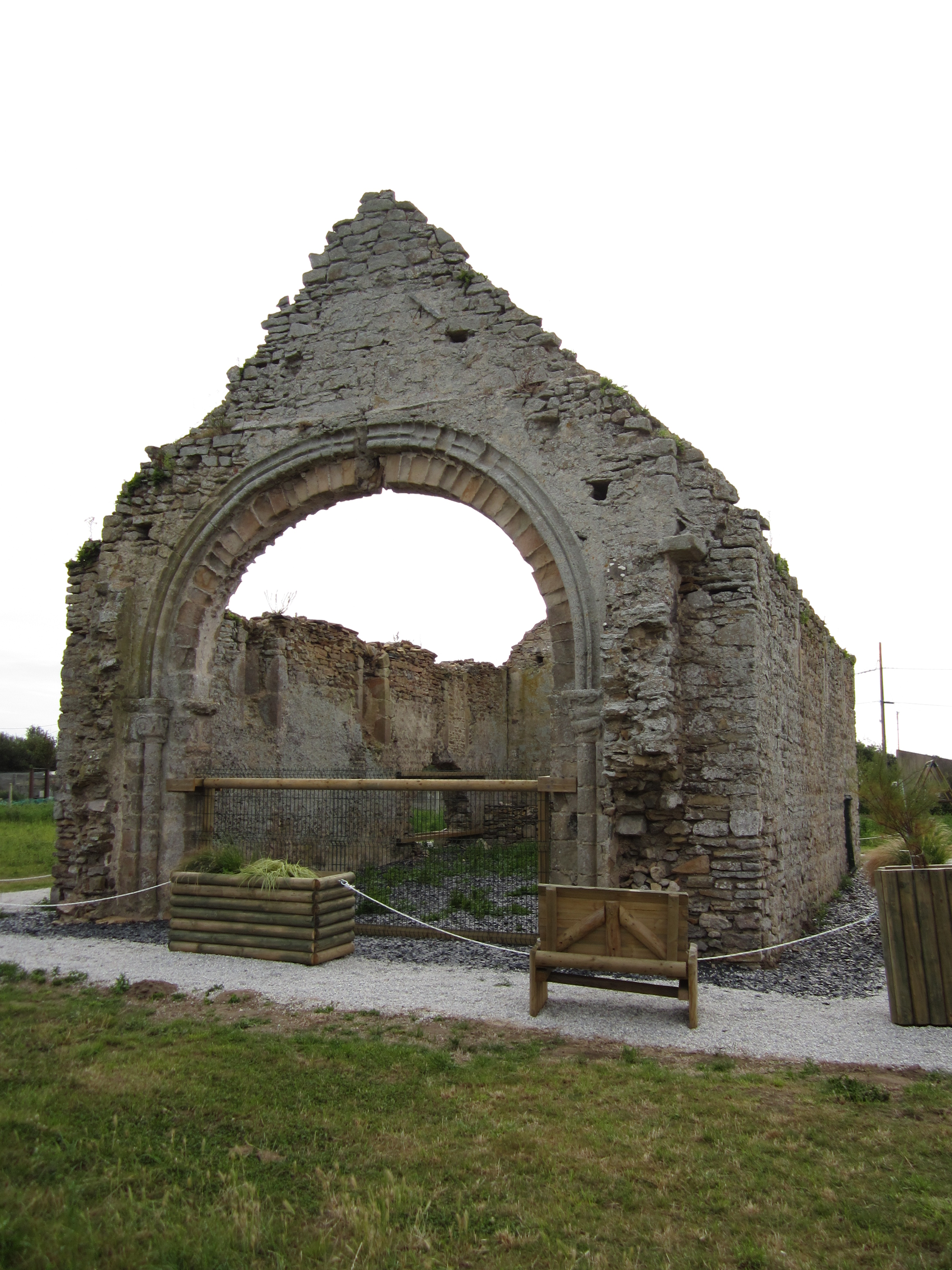
Kapellenruine Sainte-Ergouëffe
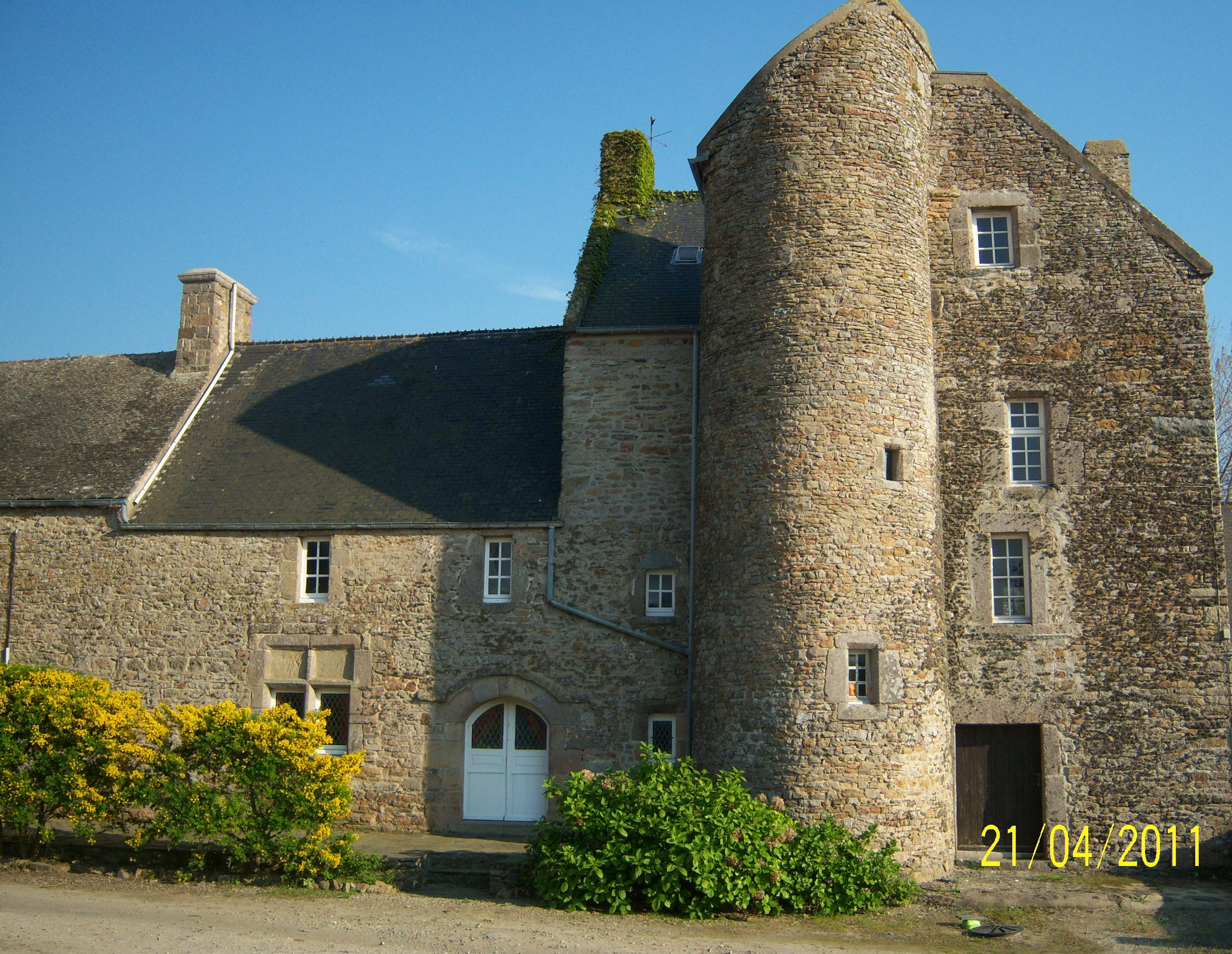
Herrenhaus von Le Quesnay